# Prisca Duvernay
Prisca Duvernay (née le 26 mai 1991 à Écully) est une athlète française, spécialiste du saut en hauteur. Elle est licenciée au sein de la section Pierre-Bénite du club de l'Entente sud lyonnais. Depuis 2016, après de études d'infirmière à Grenoble, elle travaille en parallèle de sa carrière sportive à l'Hôpital Femme Mère Enfant de Bron.

## Biographie
Elle est sacrée championne de France de saut en hauteur en 2017 à Marseille et en 2018 à Albi.
En 2018, elle parvient à se hisser à la 3e place du concours de saut de la Coupe du Monde à Londres avec un saut à 1,83m.
Le 26 janvier 2019, à Nantes, Prisca Duvernay bat son record personnel en franchissant une barre à 1,90 m, et se qualifie par la même occasion pour les Championnats d'Europe de Glasgow. Elle est la première française depuis Melanie Melfort en 2013 à représenter la France au saut en hauteur lors d'un championnat international. En qualifications, elle franchit 1,89 m et échoue de peu à 1,93 m, barre nécessaire pour rejoindre la finale. 

## Palmarès

### National
- Championnats de France d'athlétisme :
  - Vainqueur du saut en hauteur en 2017 et en 2018
- Championnats de France d'athlétisme en salle :
  - Vainqueur du saut en hauteur en 2019[5]
- Coupe du monde d'athlétisme :
  - Médaille de bronze du saut en hauteur en 2018

## Records
| Épreuve         | Épreuve   | Marque | Lieu          | Date            |
| --------------- | --------- | ------ | ------------- | --------------- |
| Saut en hauteur | Plein air | 1,90 m | Saint-Étienne | 23 juin 2019    |
| Saut en hauteur | Salle     | 1,90 m | Nantes        | 26 janvier 2019 |